# Сара Стрідсберґ

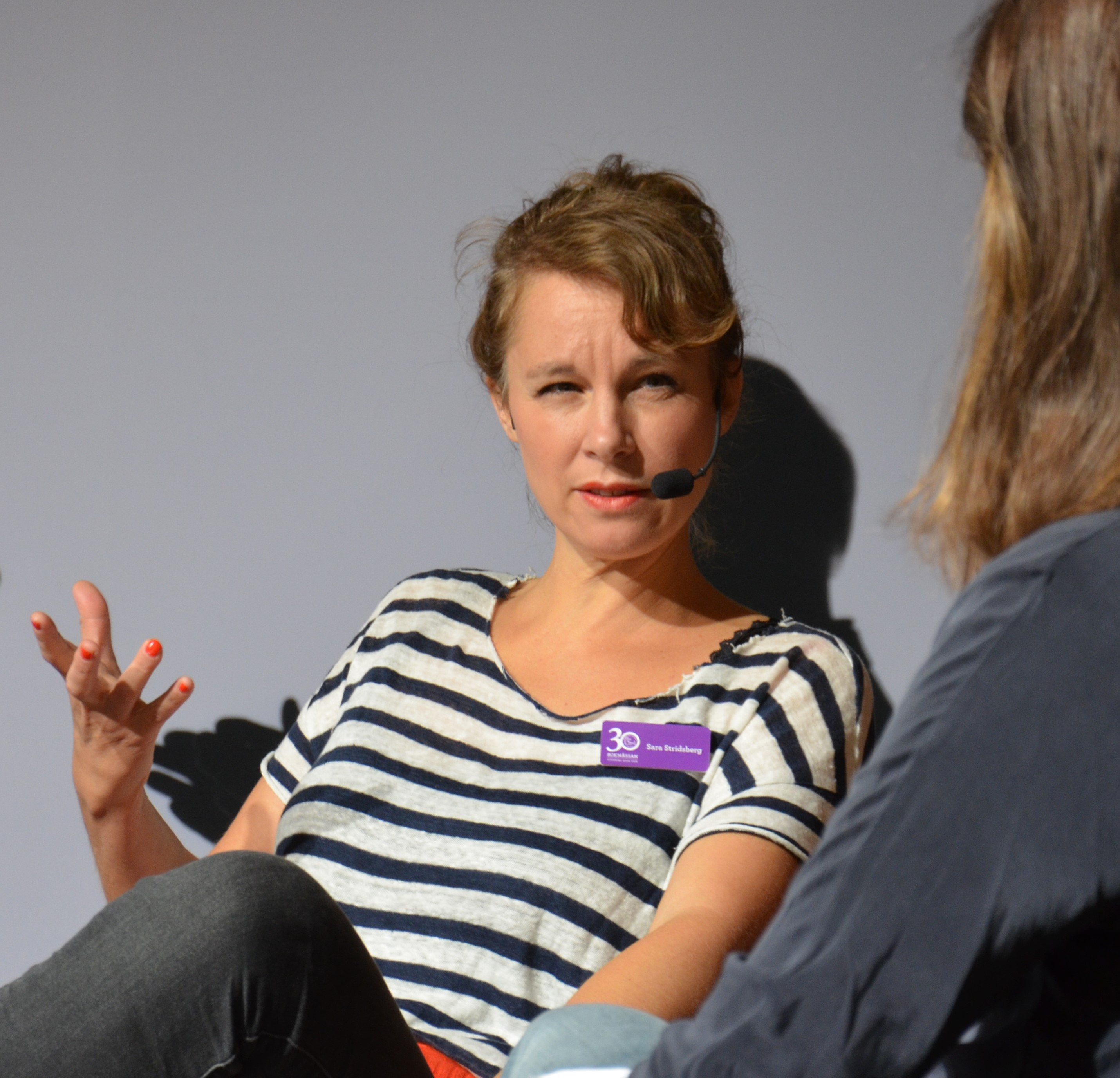
Сара Стрідсберг під час інтерв'ю на Гетеборзький книжковий ярмарок в 2014 році

Сара Бріта Стрідсберг (швед. Sara Brita Stridsberg, народилася 29 серпня 1972 року в Сульні) — шведська письменниця і драматургиня.
Її творчість натхнена, серед інших, Маргеріт Дюрас та Ельфріде Єлінек. Удостоєна Літературної премії Північної Ради і Головної премії Дев'яти, інших культурних та літературних премій. На Премію Августа, найвищу літературну нагороду Швеції, була номінована чотири рази: за книжки Drömfakulteten (2006), Darling River (2010), «Земля Медеї та інші п'єси» (2012) і «Бекомберґа. Ода моїй сім'ї» (2014). Її твори перекладені англійською, французькою, німецькою, іспанською, польською, українською та іншими мовами.
У 2010 році у Вільному університеті Берліна вела курс на тему відчуження і насильства у сценічних жіночих образах від Евріпіда до Сари Кейн. У грудні 2016 року Стрідсберг обрана новим членом Шведської академії; виконувала ці обов'язки по травень 2018 року.

## Біографія
За освітою Сара Стрідсберг — юристка, вивчала право та гендерні студії в Уппсальському університеті, однак одразу після закінчення університету вона почала писати. Вона писала романи та п'єси, перекладала, написала низку культурних статей, особливо для феміністичного культурно-соціального журналу Bang. Її дебют як романістки відбувся у 2004 році романом «Щаслива Саллі», а вже наступні її романи, Drömfakulteten (2006) та Darling River (2010) були номіновані на Премію Августа. На Стрідсберг-письменницю вплинули Маргеріт Дюрас, Ельфріде Єлінек, Сара Кейн та Уніка Цюрн. У 2007 році Сара Стрідсберг нагороджена Літературною премією Північної Ради за роман Drömfakulteten, вільну художню оповідь про феміністку Валері Соланас, яка написала радикальний феміністичний «Маніфест SCUM» і відома своїм замахом на американського художника Енді Воргола в 1968 році. «Стрідсберг поєднує документальний матеріал та вільну художню оповідь у гарячковій, яскравій прозі», — написала Північна рада в обґрунтуванні своєї мотивації відзначення цієї книжки літературною премією у 2007 році.
У 2006 році вона продовжила роботу над темою Соланас дебютною п'єсою «Валері Соланас стане президентом Америки», яку того ж року поставили в Драматені із головною роллю, спеціально написаною для театральної акторки Інгели Олссон. Співпраця з Олссон пізніше продовжилася і тривала у багатьох постановках упродовж багатьох років, включаючи постановку світової прем'єри «Землі Медеї» у Королівському драматичному театрі навесні 2009 року з Нумі Рапас у головній ролі. Восени 2012 року в «Драматені» поставлено спектакль «Препарування снігопаду», натхненний життям королеви Христини, хоча і в потужній адаптації та переробленій версії режисера Тату Хямяляйнена. У жовтні 2012 року її втретє номінували на Премію Августа в номінації художньої літератури за книгу «Земля Медеї та інші п'єси». Того ж року вона також видала книгу для дітей Mamman och havet з ілюстраціями Анни-Клари Тідгольм.
У 2014 році вийшов її роман «Бекомберґа. Ода моїй сім'ї». Текст заснований на її дитячих спогадах про період сімейних відвідин найбільшого у Швеції закладу психічного здоров'я, Бекомберзької лікарні, і є зразком літератури самотності. Роман був номінований на Премію Августа 2014 року, й отримав визнання і в інших країнах, зокрема в Данії. У 2015 році у Королівському театрі поставили виставу «Бекомберґа».
Значна частина її оповідань та п'єс пов'язана зі США, їх сучасною історією, особливими жіночими долями, оточенням та дивними особистостями: восени 2015 року в театрі Галеасен поставлено виставу «Мистецтво падіння» про життя ексцентричних матері й дочки Був'є-Біл (родичі Жаклін Кеннеді Онассіс) в напівзруйнованому будинку в багатому Іст-Гамптоні; навесні 2016 року в стокгольмському театрі Kulturhuset Stadsteatern пройшла вистава «Американський готель» про втрачених людей в руїнах Детройта, колишнього міста-флагмана промисловості.
У 2015 році Стрідсберг удостоєна Головної премії Дев'яти із призом у розмірі 300 000 шведських крон, «за авторство, що характеризується мрійливою ясністю, інтенсивним почуттям присутності та співчуттям до вразливих».

### Шведська академія
У травні 2016 року Шведська академія оголосила, що Стрідсберг обрана новим членом. Вона стала наступницею Гуннель Валльквіст у кріслі № 13 і зайняла своє місце на урочистих зборах Академії 20 грудня 2016 року — вперше в історії Шведської академії, що жінка стала наступницею іншої жінки. 28 квітня 2018 року, під час кризової ситуації в Академії через рух MeToo, Сара Стрідсберг заявила, що покидає свою позицію в знак солідарності з Сарою Даніус. Відставка офіційно була надана 7 травня.

### Твори
- Juristutbildningen ur ett genusperspektiv («Юридична освіта з гендерної перспективи»; у співавторстві з Єнні Вестерстранд, Уппсальський університет. Jämställdhetskommittén, 1999) текст [Архівовано 31 жовтня 2020 у Wayback Machine.]
- Det är bara vi som är ute och åker: intervjuer från Fårö och Fårösund («Тільки ми поза межами: інтерв'ю з Форе і Форесунду»; Länsstyrelsen i Gotlands län, 2002)
- Happy Sally («Щаслива Саллі»; Albert Bonniers förlag, 2004)
- Drömfakulteten («Факультет мрій»; Albert Bonniers förlag, 2006)
- Valerie Solanas ska bli president i Amerika («Валері Соланас стане президентом Америки»; DramaDirekt, 2008) [uppförd 2006]
- Medealand («Земля Медеї»; DramaDirekt, 2009)
- Darling River: Doloresvariationer (Albert Bonniers förlag, 2010)
- Dissekering av ett snöfall («Розтинаючи снігопад»; Dramaten (pjästext i bearbetning av Magnus Lindman och Tatu Hämäläinen), 2012)
- Medealand och andra pjäser («Земля Медеї та інші п'єси»; Albert Bonniers förlag, 2012) [Innehåll: Medealand, Dissekering av ett snöfall, Valerie Solanas ska bli president i Amerika]
- Mamman och havet (bild Anna-Clara Tidholm, Bonnier Carlsen, 2012)
- Beckomberga. Ode till min familj («Бекомберґа. Ода моїй сім'ї»; Albert Bonniers förlag, 2014)
- American Hotel («Американський готель»; Novellix, 2016)
- Kärlekens Antarktis («Антарктида кохання»; Albert Bonniers förlag, 2018)
- Dyksommar («Літо занурення»; Bokförlaget Mirando, 2019)

### Переклади
- Valerie Solanas: SCUM manifest («Маніфест SCUM»; Modernista, 2003)
- Sarah Kane: Bombad (невиданий переклад для Королівського театру, 2006)
- Sam Shepard: Hem till gården (Buried child) (невиданий переклад для Королівського театру, 2007)

### Вистави
- 2006 — Valerie Jean Solanas ska bli president i Amerika
- 2009 — Medealand
- 2012 — Dissekering av ett snöfall
- 2015 — Beckomberga
- 2015 — Konsten att falla
- 2016 — American Hotel

## Премії та нагороди
- 2004 — стипендія від фонду пожертв Ґерарда Бонніра[sv]
- 2004 — премія Шведського фонду есе[sv]
- 2006 — літературна премія газети Aftonbladet
- 2007 — літературна Премія Північної Ради за Drömfakulteten
- 2007 — стипендійний фонд Альберта Бонніра для молодших та нових авторів[sv]
- 2008 — стипендія Густава Фредінга[sv]
- 2009 — премія Альфгільда[sv]
- 2010 — літературна премія журналу Vi[sv]
- 2011 — Зимова премія Дев'яти[sv]
- 2012 — культурна премія Шведської конфедерації профспілок[sv][11]
- 2012 — стипендія Геннінга Манкелля[sv][12]
- 2013 — премія Доблоуга[13]
- 2015 — Головна премія Дев'яти[14]
- 2015 — премія Аніара[15]
- 2015 — премія Берн[sv][16]
- 2016 — літературна премія Сельми Ларегльоф[17]
- 2018 — стипендійний фонд Альберта Бонніра для шведських авторів[sv][18]
- 2018 — премія Моа[sv][19]
- 2019 — премія Шведського радіо за найкращий роман[sv] за Kärlekens Antarktis[20]

## Переклади українською
- Бекомберґа. Ода моїй сім'ї — К.: Кальварія, 2018, ISBN 978-966-663-394-4 (перекладач Софія Волковецька)[21][8]